# Kościół św. Kazimierza w Kartuzach
Kościół świętego Kazimierza w Kartuzach – rzymskokatolicki kościół parafialny, wcześniej ewangelicki, znajdujący się w Kartuzach, w województwie pomorskim. Należy do dekanatu Kartuzy diecezji pelplińskiej.

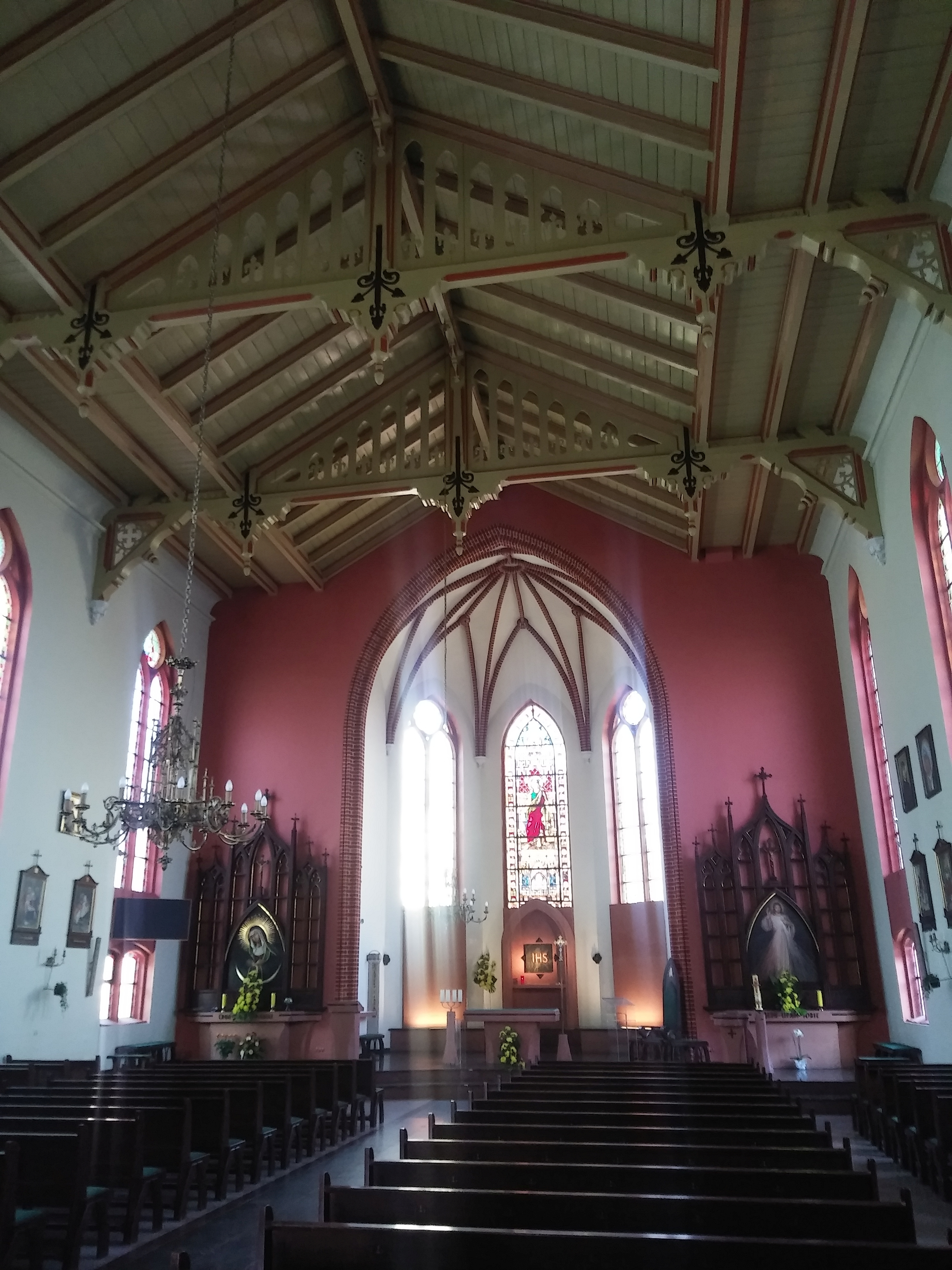
Wnętrze świątyni

Świątynia została wzniesiona w latach 1885-1887 (względnie 1883) w stylu neogotyckim jako kościół ewangelicki. Kamień węgielny położył superintendent D. Taube w 1886 roku. Kamień ten zachował się do dziś i znajduje się w najniższej partii wieży od strony wschodniej. Budowlę wzniesiono z czerwonej cegły. Świątynia nakryta jest miedzianą blachą. Budowla posiada wieżę o wysokości 50 metrów z zegarem. Wysokie okna kościoła (10 ostrołukowych i 2 okrągłe) są ozdobione witrażami, przedstawiającymi głównie apostołów. Kościół posiada jedną nawę, jego wnętrze nakryte jest drewnianym stropem.
W okresie II Rzeczypospolitej kościół był we władaniu parafii liczącej w 1937 roku 487 wiernych i należącej do Superintendentury Kartuzy Ewangelickiego Kościoła Unijnego. Ostatnim pastorem był Werner Müller.
Od 1983 roku kościół pełni funkcję kościoła parafialnego.